# 弦楽三重奏曲 (シューベルト)
弦楽三重奏曲（げんがくさんじゅうそうきょく）第1番変ロ長調D471、および第2番変ロ長調 D581は、フランツ・シューベルトが作曲した弦楽三重奏曲。シューベルトはこのジャンルを2曲しか作曲しておらず、また第2番のみ完全な形で残されている点から、唯一の弦楽三重奏曲でもある。

## 概要
シューベルトの弦楽三重奏曲は2つ残されており、どちらも変ロ長調で書かれている。しかし作曲の動機については不明で、このうち第2番（D581）は完全な形で残っているが、第1番（D471）は未完のまま放棄され、第1楽章のみ完成されている。この2曲が現在演奏されることは稀で、録音も非常に少ない。

## 第1番 変ロ長調 D471
1816年に作曲。途中で放棄され、未完成となったが、作曲を断念した理由については不明。なお第2楽章は変ホ長調で4分の3拍子になる予定だった。

### 構成
第1楽章の演奏時間は約8分。
- 第1楽章 アレグロ（Allegro）
変ロ長調、4分の4拍子。全体は202小節で構成される。
- 第2楽章 アンダンテ・ソステヌート（Andante sostenuto）
変ホ長調。楽章は39小節の断片のみ。

## 第2番 変ロ長調 D581
1817年9月頃に作曲。初演は作曲者の没後の1869年2月15日、ロンドンの聖ジェームズ・ホールにおいて、ヨーゼフ・ヨアヒムのヴァイオリン、ブラグロブ（Blagrove）のヴィオラ、アルフレード・ピアッティのチェロにより行われた。

### 構成
全4楽章の構成で、演奏時間は約20分ないし25分。
- 第1楽章 アレグロ・モデラート（Allegro moderato）
変ロ長調、4分の4拍子。小ソナタ形式による。
- 第2楽章 アンダンテ（Andante）
ヘ長調、8分の6拍子。3部形式による。
- 第3楽章 メヌエット、アレグレット（Allegretto）
変ロ長調、4分の3拍子。トリオは変ホ長調。
- 第4楽章 ロンド、アレグレット（Allegretto）
変ロ長調、4分の2拍子。ロンド形式で2つのクプレからなる。

## 参考資料
- 『作曲家別名曲解説ライブラリー17 シューベルト』 音楽之友社、1998年
- 『シューベルト：弦楽三重奏曲全集』（演奏：グリュミオー・トリオ）解説書 フィリップス・レーベル、2006年 UCCP-3371/2